# Coppa Italia 2017-2018 (hockey in-line)
La Coppa Italia 2017-2018 è stata la 19ª edizione della principale coppa nazionale italiana di hockey in-line. È stata disputata dal 4 novembre 2017 al 25 febbraio 2018. 
Il Milano Quanta si è aggiudicato il trofeo per la settima volta nella sua storia sconfiggendo in finale il Cittadella.

## Partite

### Terzo turno
| Squadra 1        | Risultato | Squadra 2      |
| ---------------- | --------- | -------------- |
| 25 novembre 2017 |           |                |
| Mammuth Roma     | 3 - 12    | Ghosts Padova  |
| Asiago Vipers    | 8 - 2     | Libertas Forlì |
| Lepis Piacenza   | 2 - 3     | Ferrara        |
| Diavoli Vicenza  | n.d.      | Real Torino    |

### Quarto turno
| Squadra 1        | Risultato | Squadra 2     |
| ---------------- | --------- | ------------- |
| 16 dicembre 2017 |           |               |
| Ferrara          | 0 - 18    | Milano Quanta |
| Asiago Vipers    | 6 - 5     | Ghosts Padova |
| CUS Verona       | 2 - 3     | Monleale      |
| Real Torino      | 2 - 5     | Cittadella    |

- Milano Quanta, Asiago Vipers, Monleale e Cittadella accedono alle superfinal.
- Ferrara, Ghosts Padova, CUS Verona e Real Torino accedono al quinto turno.

### Quinto turno
| Squadra 1      | Risultato | Squadra 2    |
| -------------- | --------- | ------------ |
| 6 gennaio 2018 |           |              |
| Ghosts Padova  | 5 - 3     | CUS Verona C |
| Ferrara        | 4 - 8     | Real Torino  |

- Ghosts Padova e Real Torino accedono alle superfinal.

### Superfinal
Le Superfinal della manifestazione si sono disputate dal 24 al 25 febbraio 2018 presso il Quanta Sport Village di Milano.

#### Girone A
| Squadra       | Pt | G | V | N | P | GF | GS | DG |
| ------------- | -- | - | - | - | - | -- | -- | -- |
| Milano Quanta | 6  | 2 | 2 | 0 | 0 | 12 | 3  | +9 |
| Asiago Vipers | 3  | 2 | 1 | 0 | 1 | 6  | 8  | -2 |
| Ghosts Padova | 0  | 2 | 0 | 0 | 2 | 5  | 12 | -7 |

| Data    | Incontri                    | Risultato |
|         |                             |           |
| 24 feb. | Milano Quanta-Asiago Vipers | 5-1       |
| 24 feb. | Asiago Vipers-Ghosts Padova | 5-3       |
| 24 feb. | Ghosts Padova-Milano Quanta | 2-7       |

| Data    | Incontri                    | Risultato |
|         |                             |           |
| 24 feb. | Milano Quanta-Asiago Vipers | 5-1       |
| 24 feb. | Asiago Vipers-Ghosts Padova | 5-3       |
| 24 feb. | Ghosts Padova-Milano Quanta | 2-7       |

#### Girone B
| Squadra     | Pt | G | V | N | P | GF | GS | DG |
| ----------- | -- | - | - | - | - | -- | -- | -- |
| Cittadella  | 6  | 2 | 2 | 0 | 0 | 9  | 3  | +6 |
| Real Torino | 3  | 2 | 1 | 0 | 1 | 7  | 4  | +3 |
| Monleale    | 0  | 2 | 0 | 0 | 2 | 3  | 12 | -9 |

| Data    | Incontri               | Risultato |
|         |                        |           |
| 24 feb. | Monleale-Cittadella    | 2-6       |
| 24 feb. | Cittadella-Real Torino | 3-1       |
| 24 feb. | Real Torino-Monleale   | 6-1       |

| Data    | Incontri               | Risultato |
|         |                        |           |
| 24 feb. | Monleale-Cittadella    | 2-6       |
| 24 feb. | Cittadella-Real Torino | 3-1       |
| 24 feb. | Real Torino-Monleale   | 6-1       |

#### Fase finale
- Date: semifinali e finali 25 febbraio 2018.

|  | Semifinali    | Semifinali    | Semifinali |            |               | Finale        | Finale        | Finale |  |
|  |               |               |            |            |               |               |               |        |  |
|  | Milano Quanta | Milano Quanta | 3          |            |               |               |               |        |  |
|  | Milano Quanta | Milano Quanta | 3          |            |               |               |               |        |  |
|  | Real Torino   | Real Torino   | 0          |            |               |               |               |        |  |
|  | Real Torino   | Real Torino   | 0          |            | Milano Quanta | Milano Quanta | 8             |        |  |
|  |               |               |            |            | Milano Quanta | Milano Quanta | 8             |        |  |
|  |               |               | Cittadella | Cittadella | 0             |               |               |        |  |
|  | Cittadella    | Cittadella    | Cittadella | Cittadella | 0             | 1             |               |        |  |
|  | Cittadella    | Cittadella    |            |            |               | 1             |               |        |  |
|  | Asiago Vipers | Asiago Vipers | 0          |            |               |               |               |        |  |
|  | Asiago Vipers | Asiago Vipers | 0          |            |               |               |               |        |  |
|  |               |               |            |            |               |               |               |        |  |
|  |               |               |            |            |               | Real Torino   | Real Torino   | 1      |  |
|  |               |               |            |            |               | Real Torino   | Real Torino   | 1      |  |
|  |               |               |            |            |               | Asiago Vipers | Asiago Vipers | 3      |  |